# گرز

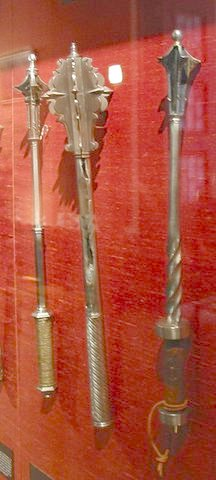
چند نمونه گرز

گُرز نام یک جنگ‌افزار باستانی است که در جنگ‌های روزگار پیشین کاربرد داشته‌است. ساختمان کلی آن از یک دسته و یک گوی سخت گردآمده است. این ابزار را گُرزه، کوپال و دَبوس هم می‌گویند که واژهٔ واپسین به عربی هم راه یافته و جمعش هم دبابیس گردیده‌است.
این واژه در پارسی میانه به ریخت وَزر (wazr) بوده‌است. همچنین در این زبان به گرز، گَد (gad) هم می‌گفتند که از اوستایی گَدا- (-gadā) گرفته شده بود.